# Xanthorhoe epia
Xanthorhoe epia är en fjärilsart som beskrevs av Turner 1922. Xanthorhoe epia ingår i släktet Xanthorhoe och familjen mätare. Inga underarter finns listade i Catalogue of Life.